# Vanmanenia nahangensis
Vanmanenia nahangensis är en fiskart som beskrevs av Nguyen 2005. Vanmanenia nahangensis ingår i släktet Vanmanenia och familjen grönlingsfiskar. IUCN kategoriserar arten globalt som otillräckligt studerad. Inga underarter finns listade i Catalogue of Life.